# 鈴木実佳
鈴木 実佳（すずき みか、1962年 - ）は、日本の英文学者、静岡大学人文社会科学部教授。

## 略歴
東京都出身。雙葉高等学校卒、1985年東京大学教養学部イギリス分科卒、95年同大学院総合文化研究科地域文化博士課程中退、ロンドン大学クィーン・メアリー・アンド・ウェストフィールド・コレッジで修士、98年博士号取得。1997年日本大学商学部講師、1999年静岡大学人文学部助教授、2007年教授。夫は慶應義塾大学教授の鈴木晃仁。

## 著書
- 『セアラ・フィールディングと18世紀流読書術―イギリス女性作家の心の迷宮観察』知泉書館 2008

## 翻訳
- ピーター・ゲイ『官能教育〈1〉』みすず書房 1999 Peter Gay　篠崎実,原田大介共訳
- ウィリアム・H.ユーカース『日本茶文化大全』(ALL ABOUT TEA 日本茶篇) 知泉書館 2006
静岡大学ALL ABOUT TEA研究会訳　小二田誠二(監修) 監訳
- アラン・マクファーレン、アイリス・マクファーレン『茶の帝国―アッサムと日本から歴史の謎を解く』知泉書館 2007
- ヴァージニア・スミス『清潔の歴史―美・健康・衛生』東洋書林 2010
- ウィリアム&ヘレン・バイナム編『Medicine: 医学を変えた70の発見』鈴木晃仁共訳　医学書院 2012